# 織守きょうや
織守 きょうや（おりがみ きょうや、1980年10月7日 -）は、日本の小説家。元弁護士。イギリス・ロンドン生まれ。兵庫県神戸市在住。国際基督教大学卒業、早稲田大学法科大学院修了。他に、京谷（きょうや）の名義がある。

## 略歴
2012年8月、『霊感検定』で第14回講談社BOX新人賞Powersを受賞。2013年1月、講談社BOXから同作が刊行され小説家デビューする。2021年に弁護士登録を抹消して専業作家となるまでは、現役弁護士として働くかたわら小説を執筆していた。
2015年、『記憶屋』で第22回日本ホラー小説大賞読者賞を受賞（京谷名義）。同作を第1作とする〈記憶屋〉シリーズは、50万部を突破している。2021年、『花束は毒』で第5回未来屋小説大賞を受賞。

## 作品リスト

### 単著

#### 霊感検定
- 霊感検定（2013年1月 講談社BOX / 2016年8月 講談社文庫）
- 霊感検定2（2013年8月 講談社BOX）
  - 【改題】霊感検定 心霊アイドルの憂鬱（2016年12月 講談社文庫）
- 霊感検定 春にして君を離れ（2017年4月 講談社文庫）

#### 木村・高塚弁護士
- 黒野葉月は鳥籠で眠らない（2015年3月 講談社 / 2022年7月 双葉文庫）
  - 【改題】少女は鳥籠で眠らない（2019年7月 講談社文庫）
    - 収録作品：黒野葉月は鳥籠で眠らない / 石田克志は暁に怯えない / 三橋春人は花束を捨てない / 小田切惣太は永遠を誓わない
- 301号室の聖者（2016年3月 講談社 / 2022年8月 双葉文庫）
- 悲鳴だけ聞こえない（2022年9月 双葉社）
  - 収録作品：悲鳴だけ聞こえない / 河部秀幸は存在しない / 無意味な遺言状 / 依頼人の利益 / 上代礼司は鈴の音を胸に抱く

#### 記憶屋
- 記憶屋（2015年10月 角川ホラー文庫）
- 記憶屋II（2016年5月 角川ホラー文庫）
- 記憶屋III（2016年6月 角川ホラー文庫）
- 記憶屋0（2019年11月 角川ホラー文庫）

#### 恋する吸血種シリーズ
- 世界の終わりと始まりの不完全な処遇（2018年6月 幻冬舎）
  - 【改題】花村遠野の恋と故意（2020年8月 幻冬舎文庫）
- 辻宮朔の心裏と真理（2020年10月 幻冬舎文庫）

#### ただし、無音に限り
- ただし、無音に限り（2018年8月 東京創元社 ミステリ・フロンティア / 2021年12月 創元推理文庫）
- 夏に祈りを ただし、無音に限り（2022年3月 東京創元社 ミステリ・フロンティア）

#### その他の小説
- SHELTER/CAGE（2014年7月 講談社BOX）
  - 【改題】SHELTER/CAGE 囚人と看守の輪舞曲（2023年3月 双葉文庫）
- 響野怪談（2019年2月 角川ホラー文庫）
- 朝焼けにファンファーレ（2020年11月 新潮社）
  - 【改題】リーガルーキーズ！―半熟法律家の事件簿―（2023年6月 新潮文庫）
- 幻視者の曇り空 ―― cloudy days of Mr.Visionary（2021年4月 二見書房）
  - 【改題】殺人と幻視の夜（2024年8月 角川ホラー文庫）
- 花束は毒（2021年7月 文藝春秋 / 2024年1月 文春文庫）
- 学園の魔王様と村人Aの事件簿（2022年6月 KADOKAWA / 2025年4月 角川文庫）
- 彼女はそこにいる（2023年6月 KADOKAWA）
  - 収録作品：あの子はついてない / その家には何もない / そこにはいない
- 隣人を疑うなかれ（2023年9月 幻冬舎）
- キスに煙（2024年1月 文藝春秋）
- まぼろしの女 蛇目の佐吉捕り物帖（2024年8月 文藝春秋）
  - 収録作品：まぼろしの女 / 三つの早桶 / 消えた花婿 / 夜、歩く / 弔いを終えて
- 戦国転生同窓会（2025年3月 双葉社）
- 明日もいっしょに帰りたい（2025年5月 実業之日本社）
  - 収録作品：椿と悠 / 友達未満 / 変温動物な彼女 / いいよ。
- ライアーハウスの殺人（2025年7月 集英社）

#### エッセイ
- 英国の幽霊城ミステリー（2023年4月 エクスナレッジ） - イラスト：山田佳世子、協力：中島智章[9]

### アンソロジー
「」内が織守きょうやの作品
- ベスト本格ミステリ2015（2015年6月 講談社ノベルス）「三橋春人は花束を捨てない」
  - 【再編集・改題】ベスト本格ミステリ TOP5 短編傑作選001（2018年12月 講談社文庫）
- だから見るなといったのに 九つの奇妙な物語（2018年8月 新潮文庫nex）「とわの家の女」
- 1968 三億円事件（2018年12月 幻冬舎文庫）「初恋は実らない」
- 5分後に起こる恐怖 世にも奇妙なストーリー 呪いの螺旋（2019年7月 西東社）「廃墟の落書き」「無人の学校」「ころしてくれませんか」「地下室」「連れていく」
- 沈黙の狂詩曲 最新ベスト・ミステリー（2019年11月 光文社）「上代礼司は鈴の音を胸に抱く」
  - 【分冊・改題】沈黙の狂詩曲 精華編 Vol.1 日本最旬ミステリー「ザ・ベスト」（2021年5月 光文社文庫）
- FGOミステリー小説アンソロジー カルデアの事件簿 file.01（2020年2月 星海社FICTIONS）「少女は籠のなか」
- ステイホームの密室殺人 1 コロナ時代のミステリー小説アンソロジー（2020年8月 星海社FICTIONS）「夜明けが遠すぎる」
- 秘密 異形コレクションLI（2021年6月 光文社文庫）「壁の中」
- ゆびさき怪談 一四〇字の怖い話（2021年7月 PHP文芸文庫） - ショートショート集
- ほろよい読書（2021年8月 双葉文庫）「ショコラと秘密は彼女に香る」
- 彼女。 百合小説アンソロジー（2022年3月 実業之日本社 / 2024年2月 実業之日本社文庫）「椿と悠」
- Jミステリー2022 SPRING（2022年4月 光文社文庫）「目撃者」
- 短編アンソロジー 学校の怪談（2022年5月 集英社文庫）「旧校舎のキサコさん」
- 陥穽の円舞曲 最新ベスト・ミステリー（2022年11月 光文社）「まぼろしの女」
- てのひら怪談 見てはいけない（2023年1月 ポプラキミノベル）「守護霊さん」「文字」「照明」「たんす」「亮ちゃん」
- 幻想と怪奇14 ロンドン怪奇小説傑作選（2023年10月 新紀元社）「同居人」
- 超短編！ 大どんでん返しSpecial（2023年12月 小学館文庫）「侵入者」
- 今夜は、鍋。―温かな食卓を囲む7つの物語―（2024年1月 新潮文庫nex）「やみ鍋」
- ミステリー小説集 脱出（2024年5月 中央公論新社）「名とりの森」
- 屍者の凱旋 異形コレクションLVII（2024年6月 光文社文庫）「ハネムーン」
- 幻想と怪奇 不思議な本棚 ショートショート・カーニヴァル（2024年6月 新紀元社）「読むと死ぬ」
- ザ・ベストミステリーズ 2024 推理小説年鑑（2024年6月 講談社）「消えた花婿」
- 貴女。 百合小説アンソロジー（2024年6月 実業之日本社）「いいよ。」
- 有栖川有栖に捧げる七つの謎（2024年11月 文春文庫）「火村英生に捧げる怪談」
- ロイヤルホストで夜まで語りたい（2025年1月 朝日新聞出版）※エッセイアンソロジー「ロイヤルホスト慕情」
- 泣きたい午後のご褒美（2025年3月 ポプラ文庫）「彼と彼女の秘密と彼」
- Jミステリー2025 SPRING（2025年4月 光文社文庫）「廃墟で○○してみた」
- ひとひら怪談 森にしずみ 水にすむ（2025年4月 二見書房）「今はもういない」「指定席」「歌う女」「水霊」「届けもの」
- 祠破壊ホラー小説アンソロジー（2025年7月 星海社FICTIONS）「山へ行け、祠を壊せ あるいは祠ハンターの狂気とその顛末」

### 単行本未収録作品
- 「とわの家の女」： 『小説新潮』2016年8月号
- 「幽霊刑」： 『小説宝石』2017年6月号
- 「ショコラと秘密は彼女に香る」 : 『小説推理』2021年6月号
- 「侵入者」 : 『STORY BOX』2022年1月号
- 「対岸の恋」 : 『紙魚の手帖』vol.14 DECEMBER 2023
- 「火村英生に捧げる怪談」 : 『オール讀物』2024年7・8月号
- 「愛しいからだ」 : 『an・an』2024年8月21日号
- 「五人目の呪術師」 : 『ジャーロ』No.96 2024 SEPTEMBER

#### エッセイ
- 「二〇一二年八月某日」： 『別冊文藝春秋』2016年5月号
- 「特別料理」： 『小説すばる』2016年7月号
- 「あすけんの女」 : 『小説トリッパー』2022年春号
- 「日本の食べものはおいしい」 : 『THE FORWARD Vol.5』2022年11月

### インタビュー・対談
- シークレット 綾辻行人ミステリ対談集 in 京都（綾辻行人 他 著、2020年9月 光文社）- 綾辻行人との対談を収録

### 朗読劇
- 朗読館「池袋ナイトアウルテールズ」（2020年9月5日 - 6日） - 脚本[10]
- READING MUSEUM「池袋ナイトアウルテールズ2」（2021年7月24日 - 25日） - 脚本[11]

### 漫画原作
- 非魔法少女と即席魔法（漫画：鳩也直、『ASUKA』2025年3月号 - ） - 脚本担当[12]

## メディア・ミックス

### 漫画
- 記憶屋（2018年7月、全2巻、スクウェア・エニックス ガンガンコミックスUP!） - 作画：村山なちよ

### 映画
- 記憶屋 あなたを忘れない（2020年1月17日公開、配給：松竹、監督：平川雄一朗、主演：山田涼介、原作：記憶屋）[13]

## メディア出演
- KOBE LIFE（2023年1月21日、サンテレビ）[14]